# Metapogon pictus
Metapogon pictus är en tvåvingeart som beskrevs av Cole 1916. Metapogon pictus ingår i släktet Metapogon och familjen rovflugor. Inga underarter finns listade i Catalogue of Life.